# Ефебифобија
Ефебифобија је страх од младости или омладине. Овај израз прво је намењен да опише "страх и гнушање адолесцената", данас се овај феномен препознаје по "нетачној, претераној и сензационалној карактеризацији младих људи". Студије о страху од младих појављују се у социологији и студијама о младима.

## Лексикологија

### Настанак термина
Реч ефибиофобија потиче од грчких речи ἔφηβος éphēbos, што значи "младост" или "адолесцент" и φόβος phóbos, што значи "страх" или "фобија". Настанак овог израза приписује се чланку из 1994. године који је написао Кирк Астрот. Данас, овај израз најчешће користе социолози, владине агенције и адвокатске организације за младе, који дефинишу ефебифобију као ненормалан или ирационалан и непресталан страх и/или гађење од тинејџера или адолесцената.

### Слични термини
Термин педофобија постао је популаран у Европи и описује "страх од младих". Педофобија је страх од беба и деце. Слични термини су такође адултизам, који представља наклоњеност старијима и пристраност против деце и младих, и дискриминација по годинама, која описује дискриминацију против било које особе због њене старосне доби.

## Узроци
Откад се од младих у развијеним земљама очекује да не ступају у радне односе, било која њихова улога осим потрошачке угрожава одрасле. Још једна покретачка сила је масовна продаја сигурносних система за куће; повећана је продаја рендгенских машина, детектора метала и апарата за надзор школама под претпоставком да се младима не треба веровати. Све ово се ради упркос чињеници да искуство константно показује да надгледање и праћење младих не чини много како би спречило трагедије и насиље: масакр у Колумбајну се десио у згради са видео надзором и полицијом у згради.

## Ефекти
Један велики економиста предложио је да страх од младих може имати озбиљне ефекте на економско здравље народа. Све већи број истраживача тврди да страх од младих погађа здравље демократије, извештајући да је последично вређање младих у прошлости, али и данас, подрива јавно, социјално, политичко, религијско и културно учешће међу садашњим и будућим генерацијама.
Пошто утиче на младе људе, ефебифобија је препозната као препрека ка успешним академским остварењима, баријера за успешне програме социјалне интервенције и као индикатор неспособности многих одраслих да буду успешни родитељи. Многи друштвени програми и критичари друштва сматрају да је страх од младости осуђујућа сила против младих људи широм друштва, посебно када се повеже са расизмом.